# Sete Fogões
Sete Fogões é um povoado do município brasileiro de Tietê, que integra a Região Metropolitana de Sorocaba, no interior do estado de São Paulo.

## História

### Formação administrativa
- Distrito Policial de Santa Cruz de Sete Fogões, criado em 13/10/1937 no município de Porto Feliz[3].

## Geografia

### Localização
Localiza-se na divisa do município de Tietê com os municípios de Rafard e de Porto Feliz.

### População
Pelo Censo 2010 (IBGE) a população do povoado era de 238 habitantes.